# Horno solar de Uzbekistán
El horno solar de Uzbekistán es un horno solar ubicado en la ciudad de Parkent, a 45 kilómetros de Taskent, la capital de Uzbekistán..
Fue construido en 1981 y es el horno solar más grande de Asia. Utiliza un espejo curvado, o una red de espejos, que actúa como un reflector parabólico, el cual puede alcanzar temperaturas de hasta 3000 grados Celsius. El horno solar de Uzbekistán puede ser visitado por cualquiera que esté interesado en la energía solar y quiera ver su distintiva construcción.

## Funcionamiento
El calor que es producido por el horno solar está considerado como muy limpio, sin contaminantes. Hay diferentes maneras de usar esta energía, como la producción de combustible hidrógeno, aplicaciones en fundición y pruebas con altas temperaturas.

Esquema de un horno solar.

## Descripción
El horno solar de Uzbekistán es a veces llamado Instituto Solar de Uzbekistán (Solar Furnace of Uzbekistan). El horno es una construcción óptica y mecánica compleja, con 63 espejos planos automáticamente controlados para seguir al sol y redirigir la energía térmica solar hacia el crisol.
El horno fue abierto por primera vez en mayo de 1981 y estuvo listo para usarse en 6 años, lo que significa que fue construido entre 1981 y 1987.
El horno solar de Uzbekistán está ubicado a 1100 metros sobre el nivel del mar. El emplazamiento fue escogido cuidadosamente, ya que el sol brilla allí 270 días al año. El horno cubre una área enorme en las montañas y consta de 4 subdivisiones complejas, que son:
- El edificio principal del “Solar Furnace de Uzbekistán”.
- El campo heliostático: consta de 62 heliostatos instalados en un orden escalonado. El campo utiliza 12 090 espejos en total y es el concentrador más grande del mundo, con una área de 1849 metros cuadrados.
- El concentrador del horno: utiliza 10 700 espejos y la parte del sur del concentrador está cubierta con pantallas solares especiales.
- La torre de fabricación. El pequeño horno solar del complejo tiene un diámetro de 2 metros.

El horno solar de Uzbekistán está controlado por los empleados del laboratorio en el 6.º piso y el terreno de observación está localizado en el sitio más alto.